# Вельке Лудінце
Вельке Лудінце (словац. Veľké Ludince) — село, громада округу Левіце, Нітранський край. Кадастрова площа громади — 31.8 км².
Населення 1443 особи (станом на 31 грудня 2018 року).

## Історія
Вельке Лудінце згадується 1282 року.

## Населення
| Рік:            | 1994. | 2004.   | 2014.    | 2024.   |
| --------------- | ----- | ------- | -------- | ------- |
| Кількість осіб: | 1729  | 1680    | 1503     | 1458    |
| Різниця:        |       | -2,83 % | -10,53 % | -2,99 % |

| Рік:            | 2023. | 2024.   |
| --------------- | ----- | ------- |
| Кількість осіб: | 1470  | 1458    |
| Різниця:        |       | -0,81 % |